# El Mercenario
El Mercenario ist ein Fantasy-Comicserie des spanischen Zeichners Vicente Segrelles.

## Handlung
El Mercenario ist ein Söldner aus dem Land über den Wolken. Er ist versierter Schwertkämpfer und Drachenreiter. Er nimmt schwierige Aufträge an oder steht im Dienst des Ordens, wenn der Alchemist Klostos einen neuen Plan zur Machtübernahme über das Reich ausgeheckt hat.

## Maltechnik
Die Comicserie wurde aufwändig mit Ölfarbe gestaltet. Ab Band 10 kam der Computer zum Einsatz. 

## Veröffentlichung
Erstmals wurde die Serie in Fortsetzungen 1981 im spanischen Comicmagazin Cimoc veröffentlicht. Eine Albenausgabe bei deren Verlag Norma Editorial folgte. Die Serie wurde weltweit publiziert. In Deutschland erschien sie bei Bastei, Carlsen, Arboris und Splitter.  

### Bände
1. Der Söldner (El Pueblo del Fuego Sagrado), Bastei, 1982
2. Die Formel des Todes (La Fórmula), Bastei, 1985
3. Die vier Prüfungen (Las Pruebas), Bastei, 1985
4. Das Opfer (El Sacrificio), Bastei, 1989
5. Die Festung (La Fortaleza), Bastei, 1992
6. Die schwarze Kugel (La Bola Negra), Bastei, 1994
7. Reise ins Irrlicht (El Viaje), Bastei, 1995
8. Das Ende der Welt (Año mil. El fin del mundo), Carlsen, 1999
9. Die verlorenen Ahnen (Los Ascendientes Perdidos), Carlsen, 2000
10. Der Wächter der schwarzen Sonne (La Huida), Carlsen, 2001
11. Giganten (Gigantes), Carlsen, 2001
12. Die Entführung (El Rescate), Arboris, 2004
13. Der Aufstand (El Rescate II), Arboris, 2004
14. Der Letzte Tag (El último día), Splitter, 2014